# Сутінки (фільм)
«Су́тінки» (англ. Twilight) — романтично-фантастичний фільм 2008 року, знятий за мотивами книги Стефані Маєр «Сутінки». Головна героїня — 17-річна дівчина, яка закохалась у вампіра, який також закохався в неї.

## Сюжет
Сімнадцятирічна Белла Свон залишає Фінікс, Аризона, і переїжджає до Форкса, маленького містечка на півострові Олімпія штату Вашингтон, щоб жити зі своїм батьком Чарлі, начальником місцевої поліції. Її мати, Рене, вдруге вийшла заміж за Філа, бейсболіста нижчої ліги.
Белла поновлює знайомство з Джейкобом Блеком, підлітком із корінного народу квільйот, який живе зі своїм батьком Біллі на резервації поблизу Форкса. У школі її особливо заінтригувала загадкова й відсторонена родина Калленів. На уроці біології вона сидить поруч із Едвардом Калленом, але він здається відразливим до неї.
Коли Беллу на шкільній парковці мало не збиває фургон, Едвард миттєво долає відстань понад тридцять футів, щоб стати між нею та фургоном, зупиняючи його лише рукою. Він відмовляється пояснити свої дії, попереджаючи її не дружити з ним. Джейкоб розповідає Беллі про давню ворожнечу між Калленами та квільйотами; Калленам заборонено з’являтися на резервації.
Коли Едвард знову рятує Беллу, цього разу від банди, вона після досліджень робить висновок, що він вампір. Зрештою, він підтверджує це, пояснюючи, що її запах на уроці біології був для нього нестерпно привабливим і що Каллени п’ють лише кров тварин.
Вони закохуються, і він знайомить її зі своєю вампірською родиною. Карлайл Каллен, патріарх, працює лікарем у лікарні Форкса. Есмі — його дружина, а Аліс, Джаспер, Еммет і Розалі — їхні неофіційно усиновлені діти. Реакція родини на Беллу неоднозначна, адже деякі Каллени побоюються, що їхня таємниця може бути розкрита.
Стосунки Едварда й Белли ускладнюються, коли з’являються три кочові вампіри — Джеймс, Вікторія та Лоран, — відповідальні за серію смертей, які розслідують як напади тварин. Джеймс, вампір-мисливець, захоплюється запахом Белли й одержимий полюванням на неї заради розваги. Каллени захищають Беллу від цієї трійці. Лоран попереджає Калленів про Джеймса, який намагається відвести його від Белли, але Джеймс вистежує її у Фініксі. Вона ховається там із Джаспером і Аліс, а Джеймс обманом змушує її повірити, що він викрав її матір, заманивши в стару балетну студію.
Джеймс розкриває, що викрадення було вигадкою, і нападає на Беллу, заразивши її вампірською отрутою. Каллени прибувають, убивають Джеймса, обезголовлюючи й спалюючи його, а Едвард висмоктує отруту з зап’ястя Белли, запобігаючи її перетворенню на вампіра.
Після цього Едвард супроводжує поранену Беллу на випускний, де відмовляється виконати її прохання перетворити її на вампіра. Вони не знають, що Вікторія, партнерка Джеймса, спостерігає за ними, плануючи помсту за смерть коханого.

## У ролях
- Крістен Стюарт — Ізабелла «Белла» Свон (англ. Bella Swan)
- Роберт Паттінсон — Едвард Каллен (англ. Edward Cullen)
- Біллі Берк — Чарлі Свон (англ. Charlie Swan)
- Ешлі Ґрін — Еліс Каллен (англ. Alice Cullen)
- Ніккі Рід — Розалі Хейл (англ. Rosalie Hale)
- Джексон Ретбоун — Джаспер Хейл (англ. Jasper Hale)
- Келлан Латц — Еммет Каллен (англ. Emmett Cullen)
- Пітер Фачінеллі — Карлайл Каллен (англ. Dr. Carlisle Cullen)
- Кем Жіганде — Джеймс (англ. James)
- Тейлор Лотнер — Джейкоб Блек (англ. Jacob Black)
- Анна Кендрік — Джессіка Стенлі (англ. Jessica Stanley)
- Майкл Велш — Майк Ньютон (англ. Mike Newton)
- Крістіан Серратос — Анджела Вебер (англ. Angela Weber)
- Джил Бірмінгем — Біллі Блек (англ. Billy Black)
- Елізабет Різер — Есмі Каллен (англ. Esme Cullen)
- Еді Ґатеґі — Логан (англ. Logan)
- Сара Кларк — Рене Двайер, мати Ізабелли

## Створення
Зйомки тривали майже 50 днів і коштували 37 млн доларів США.
На роль Едварда планувалося взяти Генрі Кавілла та Бена Барнса. Роберт Паттісон, усупереч бажанню продюсерів, мало посміхався на зйомках, що на його думку більше відповідало тону фільму, і ні з ким не розмовляв поза камерою. Він сам написав «Колискову Белли», що звучить у фільмі. Дженніфер Лоуренс одного разу пройшла прослуховування на роль Белли, але відмовилася від ролі. Тейлор Лотнер нічого не знав про сутінки, коли проходив прослуховування, але досліджував проєкт після того, як його взяли на роль Джейкоба. Щоб зобразити Беллу точніше, Крістен Стюарт довелося носити контактні лінзи, що змінили природні зелені очі на карі. Для Ніккі Рід знадобилося висвітлювання волосся.

## Сприйняття
Згідно з Rotten Tomatoes, фільм схвалили 48% критиків, виставивши середню оцінку 5,4/10. Критичний консенсус вебсайту повідомляє: «Втративши значну частину своєї гостроти, перейшовши на великий екран, «Сутінки» порадують своїх відданих шанувальників, але мало що зроблять для непосвячених». На Metacritic середньозважена оцінка склала 56 зі 100, що вказує на «змішані або посередні відгуки».
У 2025 році «Сутінки» висувався на голосування «100 найкращих фільмів 21-го століття» за версією «Вибору читачів» газети The New York Times, але посів 311 місце.

## Нагороди
- Кінофільм здобув нагороду MTV Movie Awards у номінації «Найкращий фільм року»[7].

## Продовження
У листопаді 2009 року вийшло продовження фільму — «Молодий місяць», режисером якого став Кріс Вейтц. У 2010 році вийшла третя частина — «Затемнення» від того ж режисера. 17 листопада 2011 року відбулась прем'єра першої частини нового продовження Сутінкової саги — «Світанок».

## Пародії
- 2010 — «Вампіри смокчуть»